# ポーク郡 (アイオワ州)
ポーク郡（英: Polk County）は、アメリカ合衆国アイオワ州の中央部に位置する郡である。人口は49万2401人（2020年）で、州内で最も人口の多い郡である。郡庁所在地は州都デモインである。
ポーク郡はデモイン・ウェストデモイン都市圏を構成する5郡の１つである。

## 歴史
ポーク郡は1846年1月13日に設立され、郡名は第11代アメリカ合衆国大統領を務めていたジェームズ・ポークに因んで名付けられた。
初代郡庁舎は二階建てで1846年に建設された。2代目郡庁舎の建設は1858年に始まった。建設が送れ南北戦争が始まったために、完成したのは1866年になってからだった。現在ある郡庁舎は1906年にボザール様式で建てられた。1906年10月31日に落成した。1962年に大掛かりな改修が行われた。

## 地理
アメリカ合衆国国勢調査局に拠れば、郡域全面積は591.90平方マイル (1,533.0 km2)であり、このうち陸地569.35平方マイル (1,474.6 km2)、水域は22.55平方マイル (58.4 km2)で水域率は3.81％である。郡の中央をデモイン川が流れている。

### 主要高規格道路
| - 州間高速道路35号線 - 州間高速道路80号線 - 州間高速道路235号線 - アメリカ国道6号線 - アメリカ国道65号線 - アメリカ国道69号線 - アイオワ州道5号線 | - アイオワ州道17号線 - アイオワ州道28号線 - アイオワ州道141号線 - アイオワ州道160号線 - アイオワ州道163号線 - アイオワ州道415号線 |

### 隣接する郡
- ブーン郡 - 北西
- ストーリー郡 - 北
- ジャスパー郡 - 東
- マリオン郡 - 南東
- ウォーレン郡 - 南
- マディソン郡 - 南西
- ダラス郡 - 西

## 政府の機関
アイオワ州矯正省の女性用アイオワ州矯正施設がミッチェルビル市にある。

## 人口動態

### 2010年国勢調査
以下は2010年国勢調査による人口統計データである。
基礎データ
- 人口: 430,640人
- 人口密度: 292人/km2（756人/mi2）
- 住居数: 182,262軒
- 使用住居: 170,197軒[7]

### 2000年国勢調査

2000人口ピラミッド

以下は2000年国勢調査による人口統計データである。
| 基礎データ - 人口: 374,601人 - 世帯数: 149,112 世帯 - 家族数: 96,624 家族 - 人口密度: 254人/km2（658人/mi2） - 住居数: 156,447軒 - 住居密度: 106軒/km2（275軒/mi2） 人種別人口構成 - 白人: 88.34% - アフリカン・アメリカン: 4.84% - ネイティブ・アメリカン: 0.27% - アジア人: 2.63% - 太平洋諸島系: 0.06% - その他の人種: 2.22% - 混血: 1.66% - ヒスパニック・ラテン系: 4.40% 先祖による構成 - ドイツ系：25.9％ - アイルランド系：10.6％ - イギリス系：9.0％ - アメリカ人：8.4％ 年齢別人口構成 - 18歳未満: 25.7% - 18-24歳: 9.4% - 25-44歳: 32.2% - 45-64歳: 21.5% - 65歳以上: 11.1% - 年齢の中央値: 34歳 - 性比（女性100人あたり男性の人口） - 総人口: 94.2 - 18歳以上: 90.7 | 世帯と家族（対世帯数） - 18歳未満の子供がいる: 32.2% - 結婚・同居している夫婦: 51.0% - 未婚・離婚・死別女性が世帯主: 10.3% - 非家族世帯: 35.2% - 単身世帯: 28.1% - 65歳以上の老人1人暮らし: 8.6% - 平均構成人数 - 世帯: 2.45人 - 家族: 3.04人 収入と家計 - 収入の中央値 - 世帯: 46,116米ドル - 家族: 56,560米ドル - 性別 - 男性: 37,182米ドル - 女性: 28,000米ドル - 人口1人あたり収入: 23,654米ドル - 貧困線以下 - 対人口: 7.9% - 対家族数: 5.3% - 18歳未満: 9.7% - 65歳以上: 6.4% |

## 都市と町

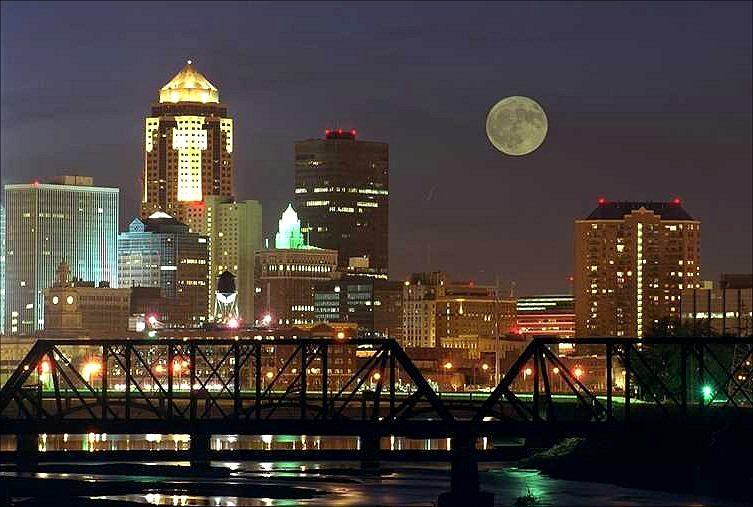
夜のデモイン

### 都市
| - デモイン - 郡庁所在地 - ウェストデモイン - アンケニー - アルトゥーナ - クライブ - ジョンストン - アーバンデール - オールマン - ボンデュラント - カーライル | - エルクハート - グランジャー - グリムズ - ミッチェルビル - ノーウォーク - プレザントヒル - ポークシティ - ラネルズ - シェルダール - ウィンザーハイツ |

### 未編入の町
| - エイボン - バーウィック | - エンタープライズ - ファーラー | - セイラービル（国勢調査指定地域） |

### 郡区
- アレン郡区
- ビーバー郡区
- ブルームフィールド郡区
- キャンプ郡区
- クレイ郡区
- クロッカー郡区
- デラウェア郡区
- デモイン郡区
- ダグラス郡区
- エルクハート郡区
- フォーマイル郡区
- フランクリン郡区
- ジェファーソン郡区
- リー郡区
- リンカーン郡区
- マディソン郡区
- セイラー郡区
- ユニオン郡区
- ウォルナット郡区
- ワシントン郡区
- ウェブスター郡区